# Stevie Nicks
Stephanie Lynn Nicks (ismertebb nevén Stevie Nicks) (Phoenix, Arizona, 1948. május 26. –) amerikai énekesnő-dalszerző. Gyakran a rock and roll királynőjeként hivatkoznak rá, mivel a Fleetwood Mac tagjaként és szólókarrierje során is korszakalkotó hatást gyakorolt a műfajra. Nem csupán énekhangja és dalszövegei, hanem öltözködési stílusa is legendássá vált. 2019-ben beiktatták a Rock and Roll Hall of Fame-be.

## Karrier
Nicks az arizonai Phoenixben született. Nagyapja countryzenész volt, így kezdettől fogva kapcsolatba került a zenével és az énekléssel. A középiskolában ismerkedett meg későbbi zenésztársával és párjával, Lindsey Buckinghammel, akivel először a Fritz együttes tagjaiként értek el komoly sikereket, majd 1970-től a Buckingham Nicks nevű zenei duóban folytatták karrierjüket.
Nicks és Buckingham 1975-ben csatlakoztak az eredetileg brit Fleetwood Machez, ami az új tagokkal brit-amerikai együttessé vált. A megújult Fleetwood Mac rövidesen megjelent azonos című albuma világhírűvé vált, amihez Nicks is jelentősen hozzájárult saját szerzeményeivel, a "Landslide" és "Rhiannon" dalokkal. Utóbbit a Rolling Stone magazin az 500 legjobb dal közé választotta. A szám megalkotásakor Nickst egy hetvenes évekbeli regény inspirálta és nem is ismerte a középkori walesi legendák Rhiannonját, majd meglepődve tapasztalta, hogy a dal szövege mennyire szorosan kapcsolódik történetéhez.
A következő években alakult ki Nicks különleges öltözködési stílusa, amit a kendővel és bakanccsal párosított  egyszínű, bő és csipkés sifonruhák jellemeztek. Természetközeliséget sugárzó öltözete, különleges hangja és misztikus dalszövegei miatt sokan boszorkánysággal vádolták meg az énekesnőt, amely címke máig körüllengi. Nicks többször is kijelentette, hogy nem boszorkány és a félreértések elkerülése érdekében a nyolcvanas évektől sokáig nem lépett fel fekete ruhában. A boszorkányvádakat az énekesnő az American Horror Story sorozatban boszorkányként való szereplésével figurázta ki.
Stevie Nicks első szólóalbuma, a Bella Donna 1981-ben jelent meg. Az elmúlt évtizedekben egyedül és a Fleetwood Mac tagjaként is számos albumot alkotott.

## Diszkográfia

### Fleetwood Mac
- Fleetwood Mac (1975)
- Buckingham Nicks (1973)
- Rumours (1977)
- Tusk (1979)
- Mirage (1982)
- Tango in the Night (1987)
- Behind the Mask (1990)
- The Dance (1997)
- Say You Will (2003)

### Szólóalbumai
- Bella Donna (1981)
- The Wild Heart (1983)
- Rock a Little (1985)
- The Other Side of the Mirror (1989)
- Street Angel (1994)
- Trouble in Shangri-La (2001)
- In Your Dreams (2011)
- 24 Karat Gold: Songs from the Vault (2014)

## Hatása
Stevie Nicks több generációnyi énekesnő-dalszerzőt befolyásolt alapvetően, közéjük tartozik többek között: Courtney Love, Belinda Carlisle, Sheryl Crow, Bat for Lashes, Florence Welch és Taylor Swift.